# Сазонов, Николай Архипович
Николай Архипович Сазонов (25 июля 1911, с. Атмис, Пензенская губерния — 14 октября 1987, Чапаевск, Куйбышевская область) — Герой Советского Союза, командир орудия 712-го истребительно-противотанкового артиллерийского полка, 17-й отдельной истребительно-противотанковой бригады, 2-й гвардейской армии, 1-го Прибалтийского фронта, старший сержант.

## Биография
Родился 25 июля 1911 года в с. Атмис (ныне — в Нижнеломовском районе Пензенской области) в семье крестьянина.
Окончил 5 классов. Работал трактористом на машинно-тракторной станции. Член КПСС с 1943 года.
С 1941 года в Красной Армии, а с февраля 1942 года в действующей армии. Всю войну прошёл в 712-м истребительно-противотанковом артиллерийском полку.
Боевое крещение Сазонов получил под городом Торопец Тверской области, участвуя в наступлении 4-й ударной армии Калининского фронта. Потом были ожесточённые бои за города Велиж и Демидов. До весны 1943 года Сазонов воевал под Ржевом. В августе 1943 года Сазонов участвовал в наступательных боях на Смоленщине, освобождая населённые пункты Рытвино и Кривцы. 14 августа 1943 года в Рытвино Сазонову в составе полка пришлось выдержать контратаку танкового соединения фашистов.
Было подбито 15 танков противника, 2 из которых подбил расчёт Сазонова.
С 14 по 20 сентября 1943 года 17-я иптабр участвовала в штурме сильно укреплённого фашистами города Духовщины. Сазонов огнём своей пушки помогал танкистам, поддерживая их атаки, уничтожая и подавляя противотанковые средства фашистов. В районе деревни Починок 10 самоходок «фердинанд» двинулись на позиции 712-го иптап. В ожесточённом бою, в котором участвовал и сержант Сазонов, «иптаповцы» сожгли 3 самоходки и уничтожили до 400 гитлеровцев. Контратака была отбита.
В ходе Невельско-Городокской наступательной операции Сазонов в составе подвижной ударной танково-артиллерийской группы 4-й ударной армии участвовал в прорыве фронта. 6 октября 1943 года группа вырвалась далеко вперёд и перерезала шоссейную дорогу Невель-Городок-Витебск. Под Городком фашисты предприняли ряд сильных контратак. В ночь на 7 октября 1943 года у деревни Дубровка Сазонов участвовал в отражении атаки 2-х батальонов гитлеровцев с танками и бронетранспортёрами. В этом бою смертельно был ранен командир 17-й иптабр полковник В. Л. Недоговоров, удостоенный посмертно звания Героя Советского Союза. Мундштук, с которым командир никогда не расставался, стал реликвией в бригаде и вручался лучшему артиллеристу бригады. Впоследствии Сазонов 2 раза был обладателем памятного подарка.
В бою под Дубровкой Сазонов был ранен и попал в госпиталь.
Летом 1944 года началась операция «Багратион». Старший сержант Сазонов участвовал в форсировании реки Западная Двина, окружении и освобождении городов Полоцка (Беларусь), Каварскаса и Рамигалы (Литва). В составе 2-й гвардейской армии он принимал участие в наступлении на Шяуляйском направлении.
В августе 1944 года советские войска наступали в Литве. В районе города Шяуляй взяли в «котёл» фашистскую группировку.
Спасая свои полки и препятствуя свободному выходу советских дивизий к Балтике, немцы предприняли ряд танковых атак, чтобы разорвать кольцо окружения и смять советские орудия, отражающие их танковый натиск. Артиллерийская батарея 17-й иптабр, в которой служил сержант Сазонов, держала оборону на самом танкоопасном направлении близ высоты 135,1, перекрывая дорогу на Шяуляй. 19 августа 1944 года фашистские танки, 9 машин, выскочив из перелеска, сразу же открыли огонь по батарее 712-го итпапа. Артиллеристы ответили, подожгли 2 танка. Однако и батарея понесла большие потери, завалилась на бок одна пушка, потом полетело колесо второй. Вскоре замолчала и третья. А четвёртая, стоявшая дальше других от шоссе, вообще не сделала ни единого выстрела. В отличие от первых трёх она была хорошо замаскирована, и возле неё снаряды фашистских танков не рвались. Подавив огонь батареи, танки выскочили на шоссе и рванулись на полной скорости к Шяуляю. И тут четвёртое, до сих пор молчавшее орудие этой батареи вдруг «ожило». Выстрел — и передний танк вспыхнул! Выстрел — вспыхнул второй! Пушка стояла перпендикулярно шоссе и била вражеские танки в борта. В считанные минуты все 7 танков были подбиты. Некоторые из них успели произвести по 2-3 прицельных выстрела, снаряды рвались возле пушки, но она продолжала вести огонь. Когда последний танк застыл на шоссе, над щитом противотанкового орудия показалась голова в пилотке. Боец выпрямился и, положив руку на щит, долго смотрел на горящие бронированные махины. Это был командир орудия старший сержант Сазонов. Фашисты не прошли в Шауляй.
В конце 1944 года 2-я гвардейская армия была перенацелена на Мемельское направление.
В 1945 году Сазонов участвовал в освобождении городов Паланга и Мемель. Затем его орудие громило врага на подступах к Кёнигсбергу. Войну Н. А. Сазонов закончил на Земландском полуострове в Восточной Пруссии. В 1945 году демобилизован.
Жил в городе Чапаевске Куйбышевской области, работал на местном заводе химических удобрений. Умер 14 октября 1987 года, похоронен в Чапаевске.

## Память
- В Музее артиллерии и инженерных войск и войск связи на экспозиции находится 76-миллиметровая пушка № 11512 (ЗИС-3), подбившая в августе 1944 года 10 танков и 16 пулемётов, расчётом которой командовал Герой.
- В Чапаевске установлена памятная табличка на доме, в котором жил Н. А. Сазонов. Так же в городе Чапаевске в честь героя названа улица.
- В городе Нижний Ломов Пензенской области на Аллее славы герою установлена памятная доска.

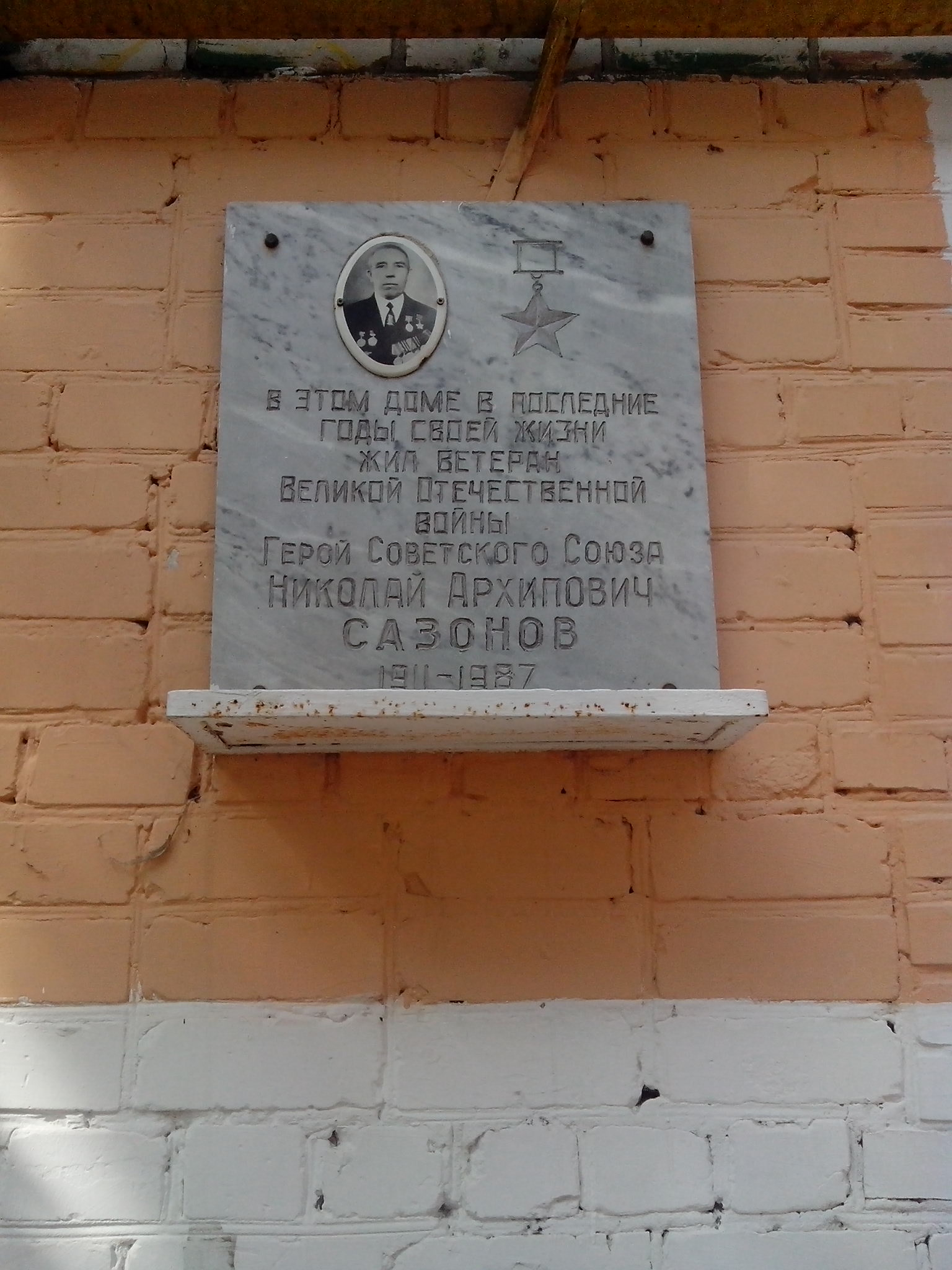
В этом доме в последние годы своей жизни жил ветеран Великой Отечественной войны Герой Советского Союза Николай Архипович Сазонов (1911—1987)

## Награды
Указом Президиума Верховного Совета СССР от 24 марта 1945 года за образцовое выполнение боевых заданий командования на фронте борьбы с немецко-фашистскими захватчиками и проявленные при этом отвагу и геройство старшему сержанту Николаю Архиповичу Сазонову было присвоено звание Героя Советского Союза с вручением ордена Ленина и медали «Золотая Звезда» (№ 6365).
Награждён орденом Отечественной войны 1 степени, двумя орденами Красной Звезды, орденом Славы 3 степени, медалями «За отвагу» и «За победу над Германией в Великой Отечественной войне 1941—1945 гг.».